# 강화 양민 학살 사건

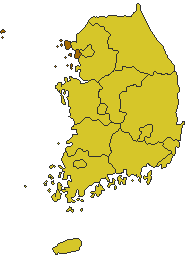

강화 양민학살 사건(江華良民虐殺事件)은 1951년 1월에 강화도 주민들이 조선인민군에 협력했다는 이유로 대한민국 국군에게 학살당한 사건이다.

## 당시 상황
강화 양민학살 희생자 단체 핵심 인사 증언에 따르면, 강화향토방위특공대가 학살 가해자로, 그의 주장에 따르면 1951년 1월 6일부터 8일까지 3일간 저녁마다 매번 10명씩 60여 명을 갑곶 나루터와 옥림리 옥계 갯벌에서 바다를 향해 세워 놓고 뒤에서 총으로 사살했다고 한다.

## 가해자들의 입장
강화특공대 전우회는 자신들을 전쟁범죄자로 규정한 진실화해위의 결정서에 크게 반발하고 있다. 전우회는 강화특공대가 공식적으로 사람을 처단한 사례는 좌익세력의 우두머리였던 하점면 면장이 유일하다고 주장한다.

## 같이 보기
- 보도연맹 사건
- 한국 전쟁